# Крянгэ, Ион
Ио́н Кря́нгэ (Крянга; рум. Ion Creangă, Ion Kreangă; 1 марта 1837 года, Хумулешти, Молдавское княжество — 31 декабря 1889 года, Яссы, Румыния) — молдавский писатель и мемуарист, один из классиков молдавской литературы.

## Биография
Ион Крянгэ родился в крестьянской семье в селе Хумулешть в Молдавском княжестве (ныне черта города Тыргу-Нямц жудеца Нямц Румынии).
В 1858 году окончил духовную семинарию в Яссах, был дьяконом. В 1865 году окончил педагогические курсы, работал учителем. Ион Креанга участвовал в молдавском сепаратистском движении в 1866 году. Из-за конфликтов с румынскими церковными властями в 1872 году лишён сана.
В 1875—1877 годах опубликовал сказки «Свекровь и три невестки», «Дэнилэ Препеляк», «Сказка о Стане Бывалом», «Сказка об Арапе Белом», «Сказка про поросенка» и другие. Ион Крянгэ проповедовал изучение азбуки и правописания в начальных классах с помощью методов, основанных на детской интуиции и простоте восприятия мира. Крянгэ был в дружеских отношениях с Михаем Эминеску, под влиянием которого публиковал свои произведения в журнале «Литературные беседы» («Convorbiri literare»).
Широко известны сказки Крянгэ «Коза с тремя козлятами» («Capra cu trei iezi»), «Кошелек с двумя денежками» («Punguța cu doi bani»), «Дэнилэ Препеляк», «Сказка об Арапе Белом», «Дочь старухи и дочь старика», рассказы «Дядя Ион Роатэ и Объединение» (1880) и «Дядя Ион Роатэ и Куза Водэ» (1883), новелла «Дядя Никифор-Проказник» (1877).
Иону Крянгэ посвятил один из своих рассказов Михаил Садовяну, под названием «Ключ».

## Память
- Государственный педагогический университет в Республике Молдова (бывший Кишинёвский педагогический институт) носит имя Иона Крянгэ.
- Бюст на Аллее Классиков (парк Стефана Великого в Кишинёве).
- Бюст на Аллее Национальных Классиков (Бельцы).
- Имя Иона Крянгэ носит одна из центральных улиц Кишинёва (до 1990 года — улица Чернышевского, прежде — Скулянский бульвар).
- Имя Иона Крянгэ носит одна из улиц в Варнице.
- Именем Иона Крянгэ назван лицей в Варнице.
- Именем Иона Крянгэ назван лицей в Кишинёве.
- Имя Иона Крянгэ носит одна из улиц в городе Дурлешты.
- Имя Иона Крянгэ носит одна из улиц в городе Кодру.
- Имя Иона Крянгэ носит одна из улиц в селе Ставчены в Молдавии.
- В 1948 году Ион Крянгэ посмертно избран членом Румынской академии[3].
- Имя Иона Крянгэ носит один из  лицеев во Флорештах
- Именем Иона Крянгэ назван лицей в селе Кошница

## Сочинения
- Opere. Ediţie îngrijată şi glosar de G. T. Kirileanu, Вис., 1957;
- Ион Крянгэ. «Избранные произведения» (1959). Воспоминания детства. Сказки. Повести. 356 страниц. Издательство на иностранных языках. Бухарест. Перевод с румынского на русский язык М. Ю. Олсуфьева. Иллюстрации А.Демиана. Увеличенный формат. Суперобложка.
- Опере. Студиу интродуктив де В. Коробан, Кишинэу, 1972;
- Воспоминания детства, М., 1955;
- Ион Крянга. Избранное. — Кишинёв: Госиздат Молдавии, 1957. — 216 с.

## Экранизации
- Жил-был мальчик (1960, СССР, «Молдова-фильм») — по мотивам нескольких эпизодов автобиографической повести «Воспоминания детства».
- Если бы я был белым арапом (1965, Румыния)
- Нужен привратник (1967, СССР, «Молдова-фильм») — по притче-сказке «Иван Турбинкэ».
- Мария, Мирабела (1981, СССР-Румыния)